# مثلث لوبلين
مثلث لوبلين ((بالليتوانية: Liublino trikampis)‏ ، (بالبولندية: Trójkąt Lubelski)‏) - منصة ثلاثية للتعاون السياسي والاقتصادي والثقافي والاجتماعي بين ليتوانيا وبولندا وأوكرانيا  ، والتي تهدف إلى دعم اندماج أوكرانيا في الاتحاد الأوروبي.
أعربت دول مثلث لوبلين عن دعمها لاستعادة وحدة أراضي أوكرانيا داخل الحدود المعترف بها دوليًا ودعت إلى إنهاء العدوان الروسي عليها. يؤيد مثلث لوبلين منح أوكرانيا وضع الشريك المعزز في حلف الناتو ويذكر أن منح أوكرانيا خطة عمل لعضوية الناتو هي الخطوة الضرورية التالية في هذا الاتجاه.
يعتمد الشكل الثلاثي على التقاليد والروابط التاريخية للدول الثلاث. وقع الإعلان المشترك ذو الصلة من قبل الوزراء في 28 يوليو في لوبلان ببولندا. تم اختيار لوبلين على وجه التحديد كتلميح في اتحاد لوبلين في العصور الوسطى، والذي أنشأ الكومنولث البولندي الليتواني، وهو أحد أكبر الدول في أوروبا في ذلك الوقت.
.تنتمي فكرة إنشاء مثل هذه المنظمة إلى آدم كزارتورسكي، التي عبر عنها فياتشيسلاف تشورنوفيل. يعتمد الشكل الثلاثي على التقاليد والروابط التاريخية للدول الثلاث. وقع الإعلان المشترك ذو الصلة من قبل الوزراء في 28 يوليو في لوبلان ببولندا. تم اختيار لوبلين على وجه التحديد كتلميح في اتحاد لوبلين في العصور الوسطى، والذي أنشأ الكومنولث البولندي الليتواني، وهو أحد أكبر الدول في أوروبا في ذلك الوقت.

## تاريخ
تم التوقيع على الإعلان المشترك لوزراء خارجية ليتوانيا وبولندا وأوكرانيا ليناس لينكيفيتسيوس وجاك في 1 أغسطس 2020، دعا وزير خارجية أوكرانيا دميترو كوليبا وزير خارجية بيلاروسيا فولوديمير ماكي إلى الاجتماع الثاني، المقرر عقده في كييف. خلال المنتدى الاقتصادي في كارباتش، بولندا، في 10 سبتمبر 2020، صرح مدير القسم الشرقي بوزارة الخارجية البولندية، يان هوفموكل، أن مثلث لوبلين يجب أن يكون في الواقع مربعًا مع بيلاروسيا. وفقا له، في المرحلة الأولى، كانت مينسك مهتمة بهذا المشروع السياسي، لكنها غيرت رأيها فيما بعد.تشابوتوفيتش ودميترو كوليبا بشأن إنشاء التنسيق في 28 يوليو 2020 في لوبلين، بولندا.
في 17 سبتمبر 2020، عُقد الاجتماع الأول (بتنسيق فيديو) للمنسقين الوطنيين لمثلث لوبلين، الذي أنشأه وزراء خارجية أوكرانيا وبولندا وليتوانيا في يوليو 2020. تم تعيين فاسيل بودنار (أوكرانيا) ومارسين بسزيداتش (بولندا) ودالوس سيكوليس (ليتوانيا) منسقين لآلية التعاون الثلاثية هذه. ناقش الطرفان الاستعدادات للاجتماع المقبل لوزراء خارجية مثلث لوبلين، الذي سيعقد في كييف بمبادرة من الوزير دميترو كوليبا. يجب أن تكون إحدى المهام الرئيسية لمثلث لوبلين تنسيق إجراءات أوكرانيا وبولندا وليتوانيا لمواجهة التحديات والتهديدات للأمن المشترك بشكل فعال، والتي من بينها الأولوية لمواجهة التهديدات المختلطة من روسيا. في 29 يناير 2021، خلال الاجتماع الأول عبر الإنترنت لمثلث لوبلين، صرح وزير الخارجية الأوكراني دميترو كوليبا في إفادة بأن أوكرانيا وليتوانيا وبولندا تؤيد انضمام بيلاروسيا إلى مثلث لوبلين، لكن الوقت لم يحن بعد.
| « | «بالطبع ، بدون بيلاروسيا ، يكون مثلث لوبلين غير مكتمل بعض الشيء. في النهاية ، نود أن تنضم بيلاروسيا الديمقراطية وتحول "مثلث لوبلين" إلى "ميدان" لوبلان. لكن وقت ذلك لم يحن بعد. وفي الوقت نفسه ، نتفهم جميعًا أن الوضع في بيلاروسيا له تأثير ليس فقط على العلاقات الثنائية للبلاد مع جيرانها ، ولكن أيضًا على الوضع في المنطقة ككل ". مثلث لوبلين. | » |

في 28 فبراير 2021، أصبح معروفًا أنه في نهاية يناير 2021، اتصل رئيس بيلاروسيا المنتخبة في عام 2020 سفيتلانا تيخانوفسكا أولاً بوزير خارجية أوكرانيا دميترو كوليبا، حيث دعانا إلى اجتماع مثلث لوبلين وينتظر ذلك دعوة إلى لقاء غير متصل مع السيد كوليبا ومع البرلمان الأوكراني. أشارت سفيتلانا إلى أنها تريد أن يصبح «مثلث لوبلين» هو «لوبلين فور».

## آليات التعاون
وفقًا لهذا الإعلان المشترك لليتوانيا وبولندا وأوكرانيا، ينبغي لوزراء خارجية الأطراف عقد اجتماعات منتظمة، لا سيما في مجالات الأنشطة المتعددة الأطراف، وبمشاركة شركاء مختارين. كما سينظمون مشاورات على مستوى قيادة وزارات خارجية بلدانهم ويخلقون في هذه الوزارات مناصب ممثلين حول التعاون داخل مثلث لوبلين.
خلال الاجتماع الأول لمؤتمرات الفيديو في 17 سبتمبر 2020، حدد المنسقون الوطنيون الأنشطة الرئيسية لمثلث لوبلين واتفقوا على ضمان التفاعل المستدام بين التنسيق على مستويات العمل المختلفة. خلال الاجتماع، اتفقوا على المبادئ الأساسية لمثلث لوبلين وحددوا خطط التعاون في المستقبل القريب. يجب أن تكون إحدى المهام الرئيسية تنسيق إجراءات الدول الثلاث للتصدي بفعالية للتحديات والتهديدات الحالية لأمننا المشترك. من بين الموضوعات ذات الأولوية في التعاون الرد المشترك على التهديدات المختلطة من روسيا، لا سيما في مكافحة المعلومات المضللة. وتم التأكيد على أهمية الحفاظ على التعاون الوثيق داخل المنظمات الدولية.
| « | «نحن متحدون ليس فقط من خلال القيم والمصالح المشتركة ، ولكن أيضًا من خلال المسؤولية المشتركة عن مستقبل بلداننا والمنطقة التي نعيش فيها والتي كانت في قلب السياسة العالمية في السنوات الأخيرة "، قال فاسيل بودنار . | » |

كما اتفق نواب الوزراء على إطلاق مشاورات مواضيعية ثلاثية على مستوى مديري وزارات خارجية الدول الثلاث. وأولى المنسقون اهتماما كبيرا للوضع في بيلاروسيا وبعض البلدان الأخرى في المنطقة. وأعرب فاسيل بودنار عن امتنانه للشركاء لدعمهم المستمر لوحدة أراضي دولتنا وسيادتها ودعمهم في مواجهة العدوان الروسي. كما أبلغ زملائه بالأهداف الرئيسية لمنصة القرم ودعا بولندا وليتوانيا للتعاون بنشاط في إطار المنصة التي تهدف إلى إزالة احتلال شبه جزيرة القرم.
في 12 أكتوبر 2020، أشار رئيس وزراء أوكرانيا دينيس شميغال إلى أهمية «مثلث لوبلين» الذي تم إنشاؤه حديثًا ودعا الرئيس البولندي أندريه دودا لتوسيع شكله، أي مناقشة إمكانية عقد اجتماع لرؤساء الحكومات في «مثلث لوبلين» خلال زيارته لأوكرانيا.
في 27 فبراير 2021، صرح وزير الخارجية الليتواني غابريليوس لاندسبيرجيس لإذاعة ليبرتي الأوكرانية أن مبادرة مثلث لوبلين، التي توحد أوكرانيا وليتوانيا وبولندا، تقرب أوكرانيا من التكامل الأوروبي:
| « | «أعتقد أن هذا التنسيق مفيد للغاية. وأنا متأكد من أن هذا الشكل يمكن توسيعه ، ليس فقط للحديث عن السياسة. يمكنناأيضًا مناقشة التاريخ المشترك والجغرافيا السياسية والاقتصاد وأشياء أخرى كثيرة. مثل هذا التواصل يسمح لهيكلة تعاوننا إلى حد ما ... إنه ، بالطبع ، مفيد للغاية ويقرب التكامل الأوروبي لأوكرانيا ". | » |

كما يعتقد أن مبادرة منصة القرم «مفيدة للغاية ليس فقط لإيجاد حلول ملموسة، ولكن أيضًا للتذكير بمشكلة احتلال شبه جزيرة القرم».

## المبادرات

شعار LitPolUkrbrig

### الجمعية البرلمانية الدولية
1. ↑  (بالإنجليزية) Poland, Lithuania and Ukraine create Lublin Triangle to counter Russian aggression and expand Europe, 01.08.2020 // Euromaidan Press نسخة محفوظة 2021-01-17 على موقع واي باك مشين.
2. 1 2 3 4  "Спільна декларація міністрів закордонних справ України, Республіки Польща та Литовської Республіки щодо заснування «Люблінського трикутника»". Міністерство закордонних справ України. 28 липня 2020. مؤرشف من الأصل في 04.08.2020. اطلع عليه بتاريخ 2 серпня 2020. {{استشهاد ويب}}: تحقق من التاريخ في: |تاريخ الوصول=، |تاريخ=، و|تاريخ أرشيف= (مساعدة)
3. ↑  Kuleba, Czaputowicz and Linkevičius launched the Lublin Triangle - a new format of Ukraine, Poland and Lithuania | Ministry of Foreign Affairs of Ukraine نسخة محفوظة 2020-10-29 على موقع واي باك مشين.
4. ↑  Joint Declaration of Foreign Ministers of the Republic of Poland, the Republic of Lithuania and Ukraine on establishing Lublin Triangle | News | Ministry of Foreign Affairs نسخة محفوظة 2020-08-19 على موقع واي باك مشين.
5. ↑  Meeting of Foreign Ministers of Poland, Lithuania and Ukraine - Ministry of Foreign Affairs Republic of Poland - Gov.pl website نسخة محفوظة 2020-10-28 على موقع واي باك مشين.
6. ↑  Потрійний удар по Кремлю! Україна, Литва і Польща об‘єдналися у Люблінський трикутник على يوتيوب
7. ↑  Кулеба запросив главу МЗС Білорусі на зустріч міністрів Люблінського трикутника نسخة محفوظة 2020-11-08 على موقع واي باك مشين.
8. ↑  Люблінський трикутник мав бути квадратом із Білоруссю – МЗС Польщі نسخة محفوظة 2020-12-02 على موقع واي باك مشين.
9. 1 2 3  Люблінський трикутник визначив одним із пріоритетів протидію гібридним загрозам РФ نسخة محفوظة 2021-01-16 على موقع واي باك مشين.
10. ↑  Кулеба вважає «Люблінський трикутник» без Білорусі «трохи неповним» نسخة محفوظة 2021-02-27 على موقع واي باك مشين.
11. ↑  "«Не треба порівнювати Білорусь з Україною». Майбутнє революції, доля Лукашенка, відносини з Кремлем — інтерв'ю НВ зі Світланою Тіхановською" (بالأوكرانية). Archived from the original on 2021-03-20. Retrieved 2021-03-19.
12. ↑  "Люблінський трикутник" тристоронній механізм проти загрози Росії نسخة محفوظة 2021-03-20 على موقع واي باك مشين.
13. ↑  Шмигаль на зустрічі з Дудою запропонував розширити формат «Люблінського трикутника» نسخة محفوظة 2021-01-31 على موقع واي باك مشين.
14. ↑  Про тирана Путіна, приниження і успіх Борреля у Москві і санкції проти Росії | Габріелюс Ландсбергіс - YouTube نسخة محفوظة 16 مارس 2021 على موقع واي باك مشين.

الجمعية البرلمانية لل برلمان أوكرانيا، وبرلمان ومجلس الشيوخ في جمهورية بولندا وكان برلمان جمهورية ليتوانيا أنشئت في عام 2005 لإقامة حوار بين الدول الثلاث في البعد البرلماني. عقد الاجتماع التأسيسي للجمعية في 16 يونيو 2008 في كييف في أوكرانيا. داخل الجمعية، هناك لجان حول التكامل الأوروبي والأوروبي الأطلسي لأوكرانيا، والتعاون الإنساني والثقافي.

### فريق مشترك
اللواء الليتواني - البولندي - الأوكراني هو وحدة متعددة الجنسيات تتمتع بقدرات لواء عسكري مشترك، مصممة للقيام بعمليات عسكرية مستقلة وفقًا للقانون الدولي أو للمشاركة في مثل هذه العمليات. وتتكون من وحدات عسكرية خاصة من البلدان الثلاثة، تم اختيارها من لواء بندقية بيدغال الحادي والعشرين (بولندا)، ولواء الهجوم الثمانين (أوكرانيا) وكتيبة الدوقة الكبرى بيروتا أولان (ليتوانيا).
تأسس اللواء الليتواني - البولندي - الأوكراني في إطار التعاون الثلاثي في مجال الدفاع في عام 2014 . تقديم مساهمة وطنية للتشكيلات العسكرية متعددة الجنسيات عالية التأهب (اتفاقيات الاحتياط التابعة للأمم المتحدة، والمجموعات التكتيكية القتالية للاتحاد الأوروبي، وقوة استجابة الناتو)، بالإضافة إلى عمليات حفظ السلام والأمن الدولية تحت رعاية الأمم المتحدة والاتحاد الأوروبي وحلف شمال الأطلسي ومنظمات الأمن الدولية الأخرى.بناءً على تفويض مجلس الأمن الدولي وفي حالة موافقة برلمانات الدول المشاركة.
منذ عام 2016، كان LitPolUkrbrig عنصرًا مهمًا في جهود الناتو لتطبيق معايير الناتو في القوات المسلحة الأوكرانية. تشمل الأنشطة الرئيسية للواء تدريب الضباط والوحدات العسكرية الأوكرانية على هذه المعايير، وتخطيط وتنفيذ المهام العملياتية والحفاظ على الاستعداد التشغيلي.

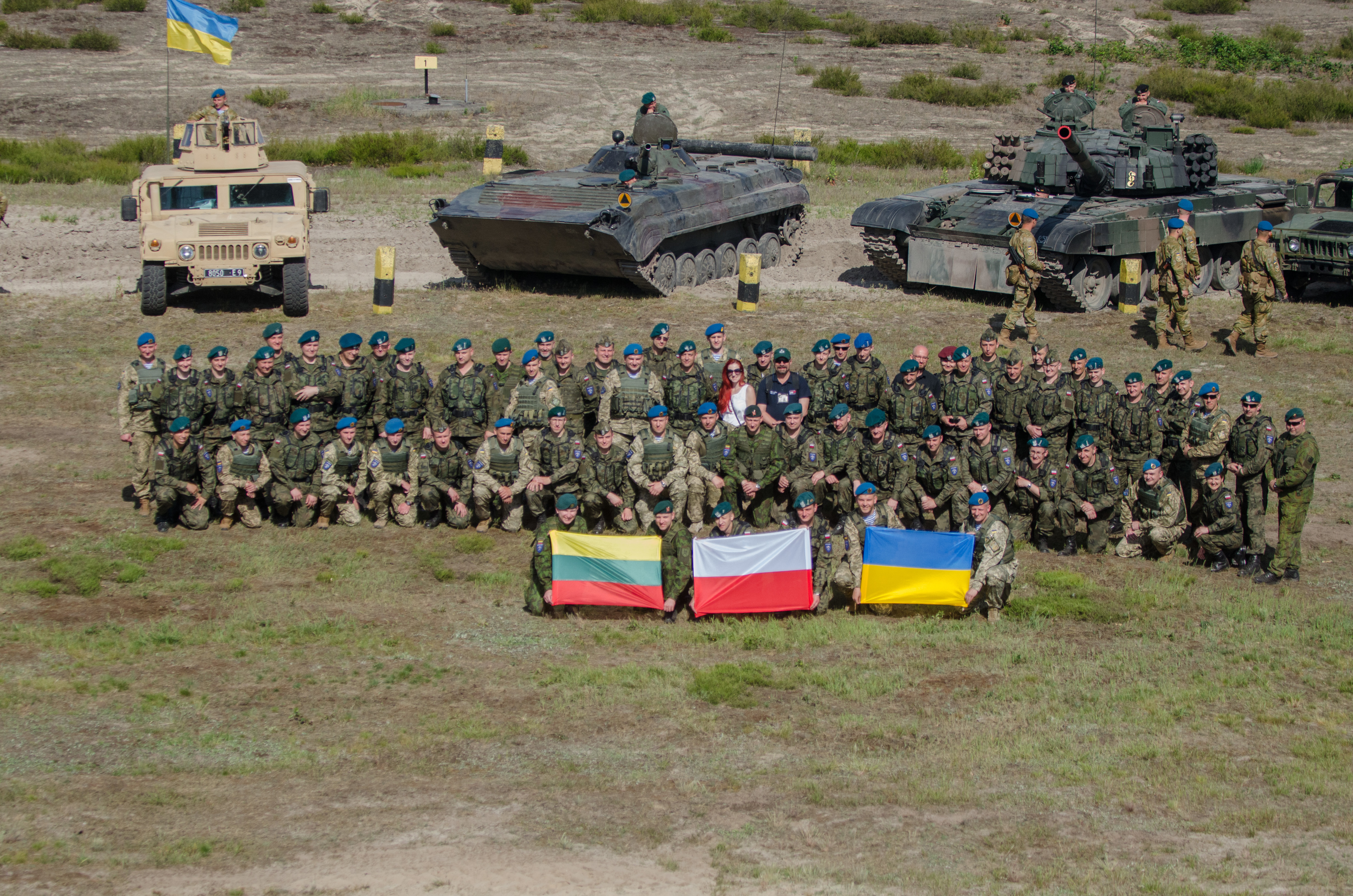
جنود من اللواء الليتواني-البولندي-الأوكراني في حفل افتتاح تمرين "أناكوندا -2016" في موقع اختبار نوفا ديبا في بولندا ، يونيو 2016.

## مقارنة الدول
| اسم                             | ليتوانيا                                                                                           | بولندا                                                                                               | أوكرانيا |
| اسم رسمي                        | جمهورية ليتوانيا (Lietuvos Respublika)                                                             | جمهورية بولندا (Rzeczpospolita Polska)                                                               | أوكرانيا |
| ------------------------------- | -------------------------------------------------------------------------------------------------- | --- | --- |
| شعار                            | | | |
| علم                             | ليتوانيا                                                                                           | بولندا                                                                                               | أوكرانيا |
| تعداد السكان                    | ▲ 2794329                                                                                          | ▼ 38383000                                                                                           | ▼ 41660982 |
| مربع                            | 65300 عشر الأكثر شيوعًا كيلومتر مربع (25200 ميل)                                                    | 312,696 عشرًا الأكثر شيوعًا كيلومتر مربع (120.733 ميلاً)                                                | 603628 كيلومتر مربع (233.062 ميلاً) |
| كثافة السكان                    | 43 شخصا / كيلومتر مربع                                                                             | 123 شخصا / كيلومتر مربع                                                                              | 73 شخصًا / كيلومتر مربع |
| نظام                            | جمهورية دستورية برلمانية رئاسية موحدة                                                              | جمهورية دستورية برلمانية رئاسية موحدة                                                                | جمهورية دستورية برلمانية رئاسية موحدة |
| عواصم                           | فيلنيوس - 580,020 (810,290 منطقة حضرية)                                                            | وارسو - 1,783,321 (3,100,844 منطقة حضرية)                                                            | كييف - 2,950,800 (3,375,000 منطقة حضرية)                                                                                                   |
| المدينة الأكبر                  | فيلنيوس - 580,020 (810,290 منطقة حضرية)                                                            | وارسو - 1,783,321 (3,100,844 منطقة حضرية)                                                            | كييف - 2,950,800 (3,375,000 منطقة حضرية)                                                                                                   |
| اللغات الرسمية                  | الليتوانية (بحكم الواقع وبحكم القانون)                                                             | البولندية (بحكم الواقع وبحكم القانون)                                                                | الأوكرانية (بحكم الواقع وبحكم القانون) |
| رئيس الحكومة الحالي             | رئيس الوزراء سوليوس سكفيرناليس (2016 إلى الوقت الحاضر)                                             | رئيس الوزراء ماتيوز مورافيكي (القانون والعدالة؛ 2017 - الآن)                                         | رئيس الوزراء دينيس شميجال (2020 إلى الوقت الحاضر)                                                                                          |
| رئيس الدولة الحالي              | الرئيس جيتاناس نوسيدا (2019 إلى الوقت الحاضر)                                                      | الرئيس أندريه دودا (القانون والعدالة؛ 2015 - الآن)                                                   | الرئيس فولوديمير زيلينسكي (خادم الشعب؛ 2019 إلى الوقت الحاضر)                                                                              |
| الأديان الرئيسية                | 77.2٪ كاثوليك، 4.1٪ أرثوذكسي، 0.8٪ مؤمنون قديمون، 0.6٪ لوثريون، 0.2٪ إصلاحيون، 0.9٪ آخرون          | 87.58٪ الروم الكاثوليك، 7.10٪ يصعب القول، 1.28٪ الديانات الأخرى، 2.41٪ غير المتدينين، 1.63٪ غير محدد | 67.3٪ أرثوذكس، 9.4٪ كاثوليك يونانيون، 0.8٪ روم كاثوليك، 7.7٪ مسيحيون مترددون، 2.2٪ بروتستانت، 0.4٪ يهود، 0.1٪ بوذيون، 11.0٪ غير طوائف      |
| جماعات عرقية                    | 84.2٪ يتوانيا، 7.1٪ من البولنديين، 5.8٪ من الروس، و 1.2٪ البيلاروس، و 0.5٪ الأوكرانيين، 1.7٪ آخرون | 98٪ أقطاب، 2٪ آخرون أم لا                                                                            | 77.8٪ أوكرانيون، 17.3٪ روس، 0.8٪ رومانيون ومولدوفا، 0.6٪ بيلاروسيا، 0.5٪ تتار القرم، 0.4٪ بلغاريون، 0.3٪ مجريون، 0.3٪ بولنديون، 1.7٪ آخرون |
| الناتج المحلي الإجمالي (الاسمي) | - ▲ $54,219 млрд (2018) (80 місце) - ▲ $20,355 на душу населення (2018) (42 місце)                 | - ▲ $585.816 млрд (2018) (21 місце) - ▲ $15,426 на душу населення (2018) (56 місце)                  | - ▲ $161.872 млрд (2020 кошторис) (56 місце) - ▲ $3,881 на душу населення (2020 кошторис) (119 місце)                                      |
| الدين الخارجي (الاسمي)          | 34.48 مليار دولار (2016) - 31.6٪ من الناتج المحلي الإجمالي                                         | 281.812 مليار دولار (2019) - 47.5٪ من الناتج المحلي الإجمالي                                         | 47.9 مليار دولار (2018) - 46.9٪ من الناتج المحلي الإجمالي                                                                                  |
| الناتج المحلي الإجمالي (PKS)    | - ▲ $107 млрд (2018) (83 місце) - ▲ $38,751 на душу населення (2018) (38 місце)                    | - ▲ $1.215 трильйон (2018) (23 місце) - ▲ $32,005 на душу населення (2018) (41 місце)                | - ▲ $429.947 млрд (2018) (48 місце) - ▲ $10,310 на душу населення (2018) (108 місце)                                                       |
| عملة                            | اليورو (€) - EUR                                                                                   | الزلوتي البولندي (PLN) - PLN                                                                         | هريفنيا أوكرانية () - غريفنا |
| مؤشر التنمية البشرية            | 0.869 дуже високо 34 місце - 0.774 дуже високо IHDI 13 місце                                       | 0.872 дуже високо 34 місце - 0.801 дуже високо IHDI 27 місце                                         | 0.750 високо 88 місце - 0.701 високо IHDI 54 місце                                                                                         |

## نرى أيضا
- الشراكة الشرقية
- مجموعة Visegrad
- جوام
- كومنولث الاختيار الديمقراطي
- البحر المتوسط